# Dead Kennedys
Dead Kennedys so ameriška punk rock skupina, ustanovljena 1978 v San Franciscu. V začetku osemdesetih so postali ključen del hardcore gibanja v ZDA. Najbolj znani člani so ustanovitelji Jello Biafra (vokal), East Bay Ray (kitara) ter Klaus Flouride (bas). Bobnarje so med delovanjem večkrat zamenjali. Najbolj znane pesmi so Holiday in Cambodia, California Über Alles ter Too Drunk To Fuck.
Leta 1980 so izdali prvenec z naslovom Fresh Fruit for Rotting Vegetables, ki je imel že takrat ogromen vpliv na razvoj punk gibanja, in je še danes obravnavan kot eden najboljših hardcore punk rock albumov. Ta album jih je za vedno zasidral kot pionirje hardcore punk rocka. Za tem so izdali še albume In God We Trust, Inc. (1981), Plastic Surgery Disasters (1982), Frankenchrist (1985) in Bedtime for Democracy (1986), s katerimi pa so se čedalje bolj odmikali od korenin punk rocka in tudi niso dosegali kvalitete prvega. Leta 1986 je skupina zaradi notranjih nesoglasij razpadla. Od leta 2001 ponovno nastopajo, a brez originalnega pevca Biafre.
V svojim pesmih promovirajo kritično, zdravorazumsko razmišljanje, razgledanost ter napredno znanje skozi katerega se lahko osvobodiš iz množice, ki jo je zavedel nezdrav pohlep posameznikov, besedila njihovih pesmi pa so prav zaradi tega verjetno danes še bolj aktualna kot ob izidu v osemdesetih.